# 読売ジャイアンツ (ファーム)
読売ジャイアンツ（よみうりジャイアンツ、Yomiuri Giants）のファームは、日本のプロ野球チーム・読売ジャイアンツの下部組織として設置されているファームチームである。二軍はイースタン・リーグに所属している。

## 歴史・概要
2リーグ分裂の前年、1949年に結成。プロ球団のファーム（二軍）としては1948年に結成された急映チックフライヤーズ及び金星リトルスターズ（金星スターズ二軍）に次ぐもので、巨人と同年には阪急ブレーブス二軍と南海ホークス二軍も結成されている。
1950年夏、大阪タイガース二軍・松竹ロビンス二軍と3球団で北海道巡業を実施。同年11月に開催されたプロ野球二軍選手権では、準決勝において5-0で南海に敗れる。
1954年、関西ファーム・リーグ（1952年結成）に対抗すべく、セントラル・リーグ加盟6球団の二軍で新日本リーグを結成。この際、各球団とも一軍とは別に球団名と本拠地を設定することになり読売ジュニアジャイアンツ（Yomiuri Junior Giants）へ改称、横浜市を本拠地とする。読売ジュニアは1954年前期を18勝5敗で優勝、後期優勝の阪神ジャガーズ（大阪タイガースの二軍が名称変更）と2勝先取方式の優勝決定戦を行うが、1勝2敗で準優勝となった。
しかし、1955年のシーズン途中よりファームをイースタン・リーグ（第1期）とウエスタン・リーグの各7球団から再編することになり新日本リーグは自然消滅。これに伴い、読売ジュニアもイースタンに参加するがリーグの運営方針が定まらず、長期の中断を挟んで1961年にようやくイースタン・リーグ（第2期）が再開される。この際に球団名からは「ジュニア」が除かれ、一軍と同じ名称となった。
1980年代中盤には選手層の厚さから、ファームで黄金時代を築いた。須藤豊監督はその指導力を買われて、1990年に大洋一軍の監督に抜擢されるとチームを久々のAクラスに導いた。
1987年よりイースタンとウエスタンの優勝チームにより実施されているジュニア日本選手権に9年連続出場し、1995年までに7回優勝しているが1996年の中断を挟み1997年にファーム日本選手権として再開されて以降、リーグ優勝は2000年・2007年の2回に留まり選手権ではいずれも中日ドラゴンズ二軍に敗れている。
2009年、選手に実戦経験を積ませることを目的として千葉ロッテマリーンズ二軍との連合チーム・シリウスを結成。ジャイアンツ球場及びロッテ浦和球場において開催する「シリウスGAME」で社会人野球チームと対戦していたが、2010年をもって事実上休眠となった。

### 育成と三軍発足
また、2011年から事実上の「三軍」ともいえる「第2の二軍」を立ち上げた。これは二軍のレギュラー選手との競争意識を高めるとともに、試合出場機会が少ない若手や育成・研修生選手（事実上練習生）を中心にした選手構成として、社会人野球やセミプロ独立リーグ、また3月と8月限定であるが大学野球チームとの交流試合を多数行うとしている。
ただ、産経新聞2013年1月11日付によると「第2の二軍」としての強化を事実上廃止したと報じられた。これによると、当初目指していた「多数錬成」の方針が、守備位置の偏りや、故障者の発生により本来の守備位置とは違うポジションを守らせたり、さらにけがが完全に癒えていないにもかかわらず故障者を無理やり出場させることも弊害につながったとしている。そのため本来「育成の手段」とすべきはずだったものが「育成の目的」になってしまい、強化を始めた2年間で一軍に昇格できた選手は誰一人いなかったことも影響していると伝えている。そのため2013年度の育成選手（練習生）の数を減らし、二軍の公式戦での強化の中で選手を育てる。また二軍の公式戦の前後に実践機会を減らさないようにするためにプロ・アマor独立リーグやフューチャーズとの交流試合など非公式戦も行うなどの工夫は今後も取り組むとしている。
2015年10月、2016年度から「第2の二軍」を正式に「三軍」として発展発足させることを発表した。基本的には「第2の二軍」時代とほぼ同じように、育成（練習生）契約を中心とした20-25名程度で編成し、独立リーグ、社会人、大学チームとの交流戦を中心に年90試合程度の対外試合を実施するとしている。独立リーグとの交流戦については、2016年はベースボール・チャレンジ・リーグ（BCリーグ）と48試合、四国アイランドリーグplusとは12試合を実施する。

## 沿革
- 1949年 読売ジャイアンツ二軍として創設
- 1954年 新日本リーグ参加に伴い読売ジュニアジャイアンツへ改称、横浜市を本拠地とする
- 1955年 イースタン・リーグ（第1期）に参加
- 1961年 イースタン・リーグ（第2期）再開、球団名を読売ジャイアンツに戻す
- 1986年 多摩川グラウンドよりジャイアンツ球場へ本拠地を移転
- 2009年 ロッテ二軍及び育成選手との連合チーム・シリウスを結成
- 2011年 「第2の二軍（事実上三軍）」設立
- 2016年 正式に三軍を発足
- 2017年 TOKYO GIANTS TOWN完成まで東京都町田市の小野路公園を三軍の準本拠地として使用[5]
- 2025年 ジャイアンツタウンスタジアムへ本拠地を移転

## 本拠地
読売ジャイアンツ球場を1986年より使用していた。二軍は2025年に後述の「TOKYO GIANTS TOWN」内の新球場に移転となる（旧球場も継続使用）。
人気球団の側面もあり、かつてはファームチームとしては異例の地方主催ホームゲームを多数開催していた。北海道をはじめ、当時一軍の開催が少ない東北や静岡等へも遠征していた。

### 過去の本拠地
- 1954年 - 1955年?：横浜公園平和野球場（神奈川県横浜市中区）
- 1955年 - 1985年：巨人軍多摩川グラウンド（東京都大田区）
- 1986年 - 2024年：読売ジャイアンツ球場（神奈川県川崎市多摩区、よみうりランド内）

### 二軍球場の新設

#### つくば市による誘致計画
スポーツ報知によると、茨城県つくば市の有識者による「プロスポーツ誘致推進協議会」（仮称）を立ち上げて、当チームを現在の川崎市・稲城市からつくば市に移転誘致を目指す方針であると伝えられた。つくば市の考えとしては「茨城県内で野球人気が高く、巨人軍を地域経済の活性化の上で、最良のコンテンツ」とする考えで位置付けたいとしている。
予定地としては、同市大穂に予定されている総合運動公園の予定地が有力とされている。
同地は2019年開催の国民体育大会の会場、並びに2020年の東京オリンピック・パラリンピックのキャンプ地として、また関東サッカーリーグ「つくばFC」がJリーグ加盟に際して本拠地として使う予定を念頭に、3万人規模収容の陸上競技場などのスポーツ施設を建設する予定だったが、2015年8月の住民投票で建設計画反対票が多く、この総合運動公園の計画は一度白紙撤回され、開発が凍結された。
現在の同地はつくば市土地開発公社の所有で、雑木林などの空き地となっているが、ここに二軍の試合会場となる野球場や練習場、合宿所などの機能を移設したいとしており、「スポーツ施設の建設には民間の発想が必要である」と考えている。（なおこの計画に関する続報はなく、以下のようにGIANTS TOWN構想が発表されたことから事実上頓挫した。）

#### TOKYO GIANTS TOWN構想
2016年10月24日、2023年3月末を目標にジャイアンツ球場から徒歩10分程度の場所にある東京都稲城市の南山東部地区に「TOKYO GIANTS TOWN」を建設する構想を発表した。天然芝やテラス席、デッキ席を備えた新球場と商業施設を建設し、野球以外にも楽しめる都民の憩いの場を目指して稲城市をはじめとした多摩地域の振興を図る。なお、ジャイアンツ球場は主に三軍や女子チーム・U15など選手養成のための専用グラウンドとして継続使用する。後に若干のアレンジを加え、予定より2年遅れて2025年3月の球場開業、全体開業は2027年度を目指すことになった。

## 歴代監督
太字は優勝達成監督（1953年以前と1956年 - 1960年はリーグ戦が存在しない。）
- 1950年 - 同年途中：宇野光雄
- 1952年 - 1954年：内堀保（第1次）
- 1955年：新田恭一（第1次）
- 1956年：内堀保（第2次）
- 1957年：新田恭一（第2次）
- 1958年：千葉茂
- 1959年：武宮敏明
- 1961年：内堀保（第3次）
- 1962年 - 1970年：中尾碩志（第1次）
- 1971年：白石勝巳
- 1972年 - 1973年：中尾碩志（第2次）
- 1974年 - 1975年：国松彰（第1次）
- 1976年：関根潤三
- 1977年 - 1980年：岩本堯
- 1981年 - 1985年：国松彰（第2次）
- 1986年 - 1989年：須藤豊
- 1990年 - 1991年：町田行彦
- 1992年 - 1994年：末次利光
- 1995年 - 1997年：松本匡史
- 1998年 - 2001年：高田繁
- 2002年 - 2003年：淡口憲治
- 2004年 - 2005年：高橋一三
- 2006年 - 2008年：吉村禎章
- 2009年 - 2010年：岡崎郁（第1次）
- 2011年 - 2012年：川相昌弘
- 2013年 - 2015年：岡崎郁（第2次）
- 2016年 - 2017年7月：斎藤雅樹
- 2017年：内田順三
- 2018年：川相昌弘（第2次）
- 2019年：高田誠
- 2020年 - 2021年：阿部慎之助
- 2022年 - 2023年：二岡智宏
- 2024年 - ：桑田真澄

### 三軍監督
- 2016年 - 2017年：川相昌弘
- 2018年：江藤智
- 2019年 - 2020年7月30日：井上真二
- 2020年8月1日 - 2021年：二岡智宏
- 2022年 - ：駒田徳広

### 育成チーフコーチ
（2011年 - 2014年に置かれ、事実上の三軍に当たる「第2の二軍」の監督的な役割を担当した人物。2015年度は育成チーフコーチは置かず、実質二軍監督が兼任）
- 2011年 - 2013年：吉原孝介
- 2014年：後藤孝志

### ファーム総監督
（2022年度に新設されたポストで、ユニフォームを着用して直接指導するのではなく、ファーム育成部門の統括責任者としてのポストと位置付ける）
- 2022年：川相昌弘
- 2023年：桑田真澄

## ファーム日本選手権成績
| 年度   | 勝利チーム                 | スコア | 敗戦チーム               |
| ------ | -------------------------- | ------ | ------------------------ |
| 1987年 | 読売ジャイアンツ           | 9 - 0  | 中日ドラゴンズ           |
| 1988年 | 読売ジャイアンツ           | 5 - 2  | 中日ドラゴンズ           |
| 1989年 | 読売ジャイアンツ           | 3 - 0  | オリックス・ブレーブス   |
| 1990年 | 中日ドラゴンズ             | 6x - 4 | 読売ジャイアンツ         |
| 1991年 | 読売ジャイアンツ           | 8x - 7 | 広島東洋カープ           |
| 1992年 | 読売ジャイアンツ           | 3x - 2 | 中日ドラゴンズ           |
| 1993年 | 読売ジャイアンツ           | 3 - 0  | 中日ドラゴンズ           |
| 1994年 | オリックス・ブルーウェーブ | 6 - 4  | 読売ジャイアンツ         |
| 1995年 | 読売ジャイアンツ           | 1 - 0  | 近鉄バファローズ         |
| 2000年 | 中日ドラゴンズ             | 4 - 2  | 読売ジャイアンツ         |
| 2007年 | 中日ドラゴンズ             | 7 - 2  | 読売ジャイアンツ         |
| 2009年 | 中日ドラゴンズ             | 2 - 0  | 読売ジャイアンツ         |
| 2015年 | 福岡ソフトバンクホークス   | 2 - 0  | 読売ジャイアンツ         |
| 2016年 | 読売ジャイアンツ           | 6 - 2  | 福岡ソフトバンクホークス |
| 2017年 | 広島東洋カープ             | 5 - 2  | 読売ジャイアンツ         |
| 2018年 | 阪神タイガース             | 8 - 4  | 読売ジャイアンツ         |
| 2023年 | 福岡ソフトバンクホークス   | 6 - 5  | 読売ジャイアンツ         |

## 放送・配信
- 日テレジータス（2002年〜）原則としてジャイアンツ球場、東京ドームでのホームゲーム
- NNN24（現・日テレNEWS24、?〜2001年）
- GIANTS TV（旧ジャイアンツLIVEストリーム、2013年〜）
- GAORA ファイターズ鎌ケ谷スタジアムでの日本ハム主催ゲームで中継あり
- スポーツライブ+ ソフトバンク・西武主催ゲーム
- イージースポーツ 広島・日本ハム以外の球団が主催するビジターゲーム
- パ・リーグTV パ・リーグ球団のファームチームが主催するビジターゲーム
- DAZN 西武主催ゲーム
- U-NEXT DeNA主催ゲーム
- 虎テレ 阪神主催ゲーム

地上波中継は皆無だが、江川卓が初登板した後楽園球場でのロッテ戦を日本テレビが緊急中継した。